# Allocapnia menawa
Allocapnia menawa är en bäcksländeart som beskrevs av Scott A.Grubbs och Sheldon 2008. Allocapnia menawa ingår i släktet Allocapnia och familjen småbäcksländor. Inga underarter finns listade i Catalogue of Life.